# Nunzio Montanari
Nunzio Montanari (Modena, 25 marzo 1915 – Bolzano, 18 marzo 1993) è stato un pianista e compositore italiano.

## Biografia
Figlio di Guido Montanari, direttore di coro e insegnante al Liceo musicale di Modena, Nunzio Montanari studia pianoforte nella sua città natale con Raffaele Salviati e composizione a Bologna con Cesare Nordio e Guido Spagnoli. Si diploma in pianoforte e composizione al Conservatorio di Bologna, rispettivamente nel 1934 e nel 1936. Prosegue poi gli studi pianistici a Bologna con Nino Rossi e a Roma all'Accademia di Santa Cecilia con Alfredo Casella, di cui segue anche i corsi estivi all'Accademia Chigiana di Siena.
Intraprende subito la carriera solistica (premiato nel 1933 nei concorsi nazionali di Roma e Genova), suonando come solista sotto la direzione di direttori quali Carlo Maria Giulini e Fernando Previtali. Da subito affianca anche le collaborazioni cameristiche e l'attività di accompagnatore per cantanti.
Dal 1939, per oltre 40 anni (fino al 1980), è stato attivo come docente di pianoforte principale presso il Conservatorio di Bolzano. Tra i suoi allievi a Bolzano ricordiamo Bruno Mezzena, Andrea Bonatta e Hubert Stuppner.
Nel 1943 sposa Ornella Corradini e nascono tre figlie : Laura, Giovanna e Adriana, pianista ed anch'essa docente al conservatorio di Bolzano. 
A partire dal 1951 Montanari ha dedicato la maggior parte della propria attività al repertorio cameristico. Risale infatti già al 1946 la fondazione, con Giannino Carpi e Antonio Valisi (già membri del Quartetto Poltronieri), del Trio di Bolzano, attivo fino al 1978. L'ensemble ebbe una fortunata carriera internazionale, specialmente dopo che al posto di Valisi (molto impegnato nella carriera orchestrale) subentrò nel 1953 Sante Amadori: tenne concerti in tutta Italia e nel resto del mondo (Wigmore Hall e Victoria and Albert Museum di Londra, Salle Gaveau di Parigi, Carnegie Hall di New York, Sydney Town Hall, Concertgebouw di Amsterdam, Palais des Beaux-Arts di Bruxelles, Bombay, Ankara) e incise per importanti casi discografiche varie opere della letteratura per trio (Schumann, Ravel, Shostakovich, Mozart, Chausson, Dvorak, Smetana, Stradella, Neglia, ecc).
Montanari si è inoltre esibito in sestetto con il quintetto di fiati formato dalle prime parti dell'Orchestra Haydn, con il flautista Luigi Palmisano, con il violinista Sirio Piovesan e ha collaborato con il Trio di Trieste, sostituendo il convalescente Dario De Rosa in una tournée americana di circa 40 concerti.
Figura di rilievo nella didattica pianistica italiana del secolo scorso, ha curato con Gian Luigi Dardo e Bruno Mezzena varie edizioni e revisioni di opere pianistiche per la casa editrice Bèrben (Ancona). È stato autore di vari metodi per l'apprendimento e l'insegnamento del pianoforte, anche in collaborazione con la figlia Adriana Montanari, pianista e anch'ella docente del Conservatorio di Bolzano.
Parallelamente alla carriera pianistica si è dedicato alla composizione, prevalentemente di brani pianistici e cameristici. Ha inoltre elaborato per coro numerosi canti della montagna, passione condivisa con il collega e amico Arturo Benedetti Michelangeli.

## Opere selezionate

### Per orchestra
- La secchia rapita (1938) ouverture per orchestra
- 6 Studi per archi (1960)
- Concerto breve (1969) per pianoforte e archi con tromba solista

### Per pianoforte
- 4 Bozzetti (1964)
- 9 Piccoli pezzi (1983)
- Snoopy Suite (1983)

### Musica da camera
- 5 Invenzioni (1965) per quartetto di fiati
- La morte der gatto (1967) per soprano, clarinetto e pianoforte su testo di Trilussa
- Introduzione e Marcetta (1968) per 6 flauti
- 24 Momenti musicali (1979) per flauto e pianoforte

## Discografia
- 1946 – Neglia: Idillio op. 42, Trio op. 52 - Trio di Bolzano (La Voce del Padrone)
- 1953 – Stradella: 6 Trio Sonatas - Trio di Bolzano (Vox Records)
- 1954 – Clementi: 6 Piano Trios - Trio di Bolzano (Philips)
- 1955 – Mendelssohn: Piano Trios - Trio di Bolzano (Vox Records)
- 1955 – Franck: Piano Trio op. 1 n. 1, Chausson: Piano Trio - Trio di Bolzano (Vox Records)
- 1956 – Dvorak: Piano Trio n. 4 "Dumky", Smetana: Piano Trio - Trio di Bolzano (Vox Records)
- 1956 – Schumann: Piano Trios n. 1 & 3 - Trio di Bolzano (Vox Records)
- 1956 – Schumann: Piano Trio n. 2, Chopin: Piano Trio - Trio di Bolzano (Vox Records)
- 1958 – Mozart: Piano Trios - Trio di Bolzano, Eugenio Brunoni[9] (Vox Records)
- 1963 – Ravel: Piano Trio, Shostakovich: Piano Trio n. 2 - Trio di Bolzano (His Master's Voice)
- 1964 – Stradella: 3 Sinfonias, Clementi: 3 Trios - Trio di Bolzano (Westminster Records)
- 1964 – Pizzetti: Piano Trio, Ghedini: 7 Ricercari - Trio di Bolzano (Music Guild Records)